# قاهره (اکلاهما)
قاهره (به انگلیسی: Cairo) یک منطقهٔ مسکونی در ایالات متحده آمریکا است که در اکلاهما واقع شده‌است. قاهره ۱۹۹٫۹۵ متر بالاتر از سطح دریا قرار دارد.